# Tetrijebi
Tetrijebi (Tetraoninae) su potporodica u porodici fazanki i karakteristični su za sjever. Pretpostavlja se da vode porijeklo iz sjevernih geografskih širina, a većina današnjih tetrijeba živi u šumama na sjeveru i u arktičkim tundrama u kojima čine veći dio organske mase kralježnjaka ekosustava. Nijhova brojnost i veličina čine ih važnim izvorom hrane za mesojede poput riseva, kuna, lisica i ptica grabljivica. 
Ova potporodica ptica porodice fazanki (Phasianidae), reda kokoški (Galliformes) sastoji se od deset rodova: 
Bonasa
Centrocercus
Dendragapus
Lagopus
Lyrurus
Tetrao
Tympanuchus

## Građa
Po obliku tijela, tetrijebi su tipičan primjer reda Galliformes. Oni podsjećaju na koke i jarebice. Najmanja je bjelorepa sniježnica teška oko 300 g, a najveći je mužjak velikog tetrijeba, težak i do 6,5 kg. Imaju perje na stopalima i na pisku, ali nemaju mamuze. Hrane se niskoenergičnom ali obilnom zimskom hranom, te zato imaju velike voljke i želudce u kojima mogu držati velike količine hrane. Uzimaju krupan pijesak da bi olakšali varenje hrane. Tanko crijevo je dugačko s dobro razvijenim slijepim crijevima. Spolovi se vrlo razlikuju po izgledu. Mužjaci imaju izraženije perje i ponekada su i dvaput veći od ženka koje imaju boju prilagođenu okolini. Sezonsko perje se vidi samo kod sniježnica koje su zimi bijele. Izuzetak je crvena sniježnica, britanska podvrsta sjeverne sniježnice, koja nema sezonsko perje.

## Rasprostranjenost
Tetrijebi žive u umjerenim, sjevernim i arktičkim biogeografskim zonama sjeverne hemisfere i koriste širok opseg prirodnih staništa sjevernog Poluarktika. Neke vrste iz ove porodice su prilagođene alpskoj i arktičkoj tundri (rod Lagopus), otvorenim travnjacima sjevernoameričkih prerija (Centrocercus, Tympanuchus), i raznim vrstama i starosnim stadijima šuma, od mladih, novorastućih, do gustih listopadnih i otvorenih, starih zimzelenih šuma (Tetrao, Bonasa, Dendragapus). Hibridi su česti, ali obično su neplodni. Sve vrste pokazuju neka premještanja između ljetnih i zimskih staništa.

## Tetrijebi i ljudi
Ljudi su dugo cijenili tetrijebe zbog njihovog mesa. Svake godine se ubije na milijune ptica zbog hrane ili sporta. U mnogim sjevernim kulturama, lov na tetrijeba igra važnu ulogu u opstanku lokalnih zajednica, a tetrijebi su postali simbol regionalnog folklora. Repno perje malog tetrijeba krasi škotsku kapicu i šešire alpskih seljaka. Razmetanje crnih tetrijeba oponaša se u tradicionalnim igrama u Alpama, dok neka plemena američkih urođenika imitiraju razmetanje prerijskog tetrijeba.

## Vrste
Rod Dendragapus
- Dendragapus falcipennis
- Dendragapus canadensis
- Dendragapus (canadensis) franklinii
- Dendragapus obscurus
- Dendragapus fuliginosus

Rod Lagopus
- Lagopus lagopus
- Lagopus (lagopus) scoticus
- Lagopus mutus
- Lagopus leucura

Rod Tetrao
- Tetrao tetrix
- Tetrao mlokosiewiczi
- Tetrao urogallus
- Tetrao parvirostris

Rod Bonasa
- Bonasa bonasia
- Bonasa sewerzowi
- Bonasa umbellus

Rod Centrocercus
- Centrocercus urophasianus
- Centrocercus minimus

Rod Tympanuchus
- Tympanuchus phasianellus
- T. phasianellus columbianus
- Tympanuchus cupido
- Tympanuchus (cupido) cupido (izumrla 1932-e)
- Tympanuchus pallidicinctus

Rod Lyrurus
- Lyrurus tetrix
- Lyrurus mlokosiewiczi

## Drugi projekti
|  | Zajednički poslužitelj ima još gradiva o temi tetrijebi |
|  | Wikivrste imaju podatke o taksonu tetrijebima           |